# Punta dei Cors
Punta dei Cors (pronuncia francese cor; in francese e ufficialmente Pointe des Cors - detta anche Punta Gastaldi) è una torre rocciosa di 3849 metri che s'innalza sulla cresta principale delle Grandes Murailles, a sud della Punta Margherita, tra la Valtournenche e la Valpelline.

È formata da roccia molto friabile, soprattutto nella parte sommitale.

## Ascensione
La prima ascensione è stata compiuta da Giuseppe Corona con Jean-Pierre Maquignaz (guida di Valtournenche), il 27 luglio 1877.
L'ascensione alla punta dei Cors, così come alla Punta Margherita, si effettua raramente direttamente, ma viene attraversata durante la traversata delle Grandes e delle Petites Murailles.
Per facilitarne l'ascesa, lunga ed impegnativa, poco sotto la vetta in prossimità del Col des Cors, è stato posto il Bivacco Ratti. Il piccolo Bivacco Balestreri e il Bivacco Tête des Roéses servono come punti d'appoggio rispettivamente per i versanti della Valtournenche e della Valpelline.